# 40 piosenek Violetty Villas
40 piosenek Violetty Villas – dwupłytowe wydawnictwo muzyczne zawierająca archiwalne nagrania Violetty Villas z archiwum Polskich Nagrań Muza. Premiera płyty odbyła się 15 listopada 2010.

## Lista utworów

### CD 1
| Lp. | Tytuł                         | Autorzy                                    | Długość |
| --- | ----------------------------- | ------------------------------------------ | ------- |
| 1.  | „Granada”                     | A. Lara                                    | 4:57    |
| 2.  | „Ave Maria No Morro”          | H. Martins                                 | 5:59    |
| 3.  | „Do Ciebie Mamo”              | A. Skorupka – M. Łebkowski, S. Werner      | 4:24    |
| 4.  | „Szczęścia Nie Szukaj Daleko” | J. Wasowski – J. Miller                    | 3:05    |
| 5.  | „Mazurskie Wspomnienia”       | M. Sart – A. Tylczyński                    | 3:04    |
| 6.  | „Sosna Z Mego Snu”            | A. Januszko – T. Urgacz                    | 3:04    |
| 7.  | „Czterdzieści Kasztanów”      | S. Musiałowski – B. Choińśki, J. Gałkowski | 2:58    |
| 8.  | „Szesnaście Lat”              | R. Siedlecki – M. Łebkowski, S. Werner     | 2:58    |
| 9.  | „Wszędzie Gdzie Ty”           | A. Januszko – T. Urgacz                    | 5:24    |
| 10. | „Jak Nie To Nie”              | E. Pałłasz – J. Zalewski                   | 4:01    |
| 11. | „Kiedy Allah Szedł”           | trad. – R. Sadowski                        | 3:04    |
| 12. | „Ja Jestem Violetta”          | L. Bogdanowicz – Z. Stawecki               | 2:46    |
| 13. | „Nie Jestem Taka Zła”         | H. Jabłoński – J. Kasprowy                 | 2:34    |
| 14. | „Ja Ci Nie Wierzę”            | J. Gert – B. Brok                          | 2:16    |
| 15. | „Marianna Ruda”               | A. Markiewicz – B. Choiński, J. Gałkowski  | 3:21    |
| 16. | „Nie Zdążyłam”                | J. Mart – Hal-Ma                           | 2:51    |
| 17. | „Wiedz O Mnie Wszystko”       | A. Korzyński – T. Filińska                 | 3:19    |
| 18. | „Mechaniczna Lalka”           | V. Villas – A. Osiecka                     | 6:01    |
| 19. | „Dzikuska”                    | L. Bogdanowicz – A. Osiecka                | 2:59    |
| 20. | „Do Twarzy Mi W Fartuszku”    | A. Buzuk – E. Gaspar                       | 2:30    |
| 21. | „Telefon Do Ciebie”           | M. Skorupiński – B. Tabernacki             | 2:20    |
| 22. | „Figa Z Makiem”               | A. Parys – Z. Kaszkur, Z. Szczęsny         | 2:50    |

### CD 2
| Lp. | Tytuł                          | Autorzy                         | Długość |
| --- | ------------------------------ | ------------------------------- | ------- |
| 1.  | „Spójrz Prosto W Oczy”         | W. Piętowski – K. Winkler       | 4:33    |
| 2.  | „Nie Ma Miłości Bez Zazdrości” | V. Villas                       | 4:58    |
| 3.  | „Dla Ciebie Miły”              | R. Siedlecki – M. Łebkowski     | 3:33    |
| 4.  | „Przyjdzie Na To Czas”         | W. Szpilman – K. Winkler        | 3:20    |
| 5.  | „Jak Nazwać Miłość”            | A. Korzyński – J. Miller        | 4:04    |
| 6.  | „Uśmiechem Miłość Się Zaczyna” | J. Vidal – K. Kord              | 3:07    |
| 7.  | „Nie Ma Takich Oczu”           | A. Buzuk – Z. Kaszkur           | 3:25    |
| 8.  | „Jesteś Mi Potrzebny”          | L. Bogdanowicz – J. Podkomorzy  | 3:53    |
| 9.  | „Zostanę Z Tobą”               | K. Sadowski – E. Fiszer         | 2:44    |
| 10. | „Ożeń Się Johny”               | H. Klejne – T. Urgacz           | 3:09    |
| 11. | „Nie Myśl O Mnie Źle”          | E. Pałłasz – J. Korczakowski    | 3:00    |
| 12. | „Taki Mróz”                    | M. Sart – J. Kleyny             | 3:06    |
| 13. | „W Zakopanem Pada Deszcz”      | A. Korzyński – J. Miller        | 2:18    |
| 14. | „Zabierz Mnie Z Barcelony”     | L. Bogdanowicz – A. Osiecka     | 2:46    |
| 15. | „Malaguena”                    | E. Lecuona                      | 3:39    |
| 16. | „Andaluzja”                    | E. Leucona – Z. Stawecki        | 2:56    |
| 17. | „Maria La’O”                   | E. Lecuona – Z. Stawecki        | 3:46    |
| 18. | „Mała Inez”                    | E. Grenet – J. Gillowa          | 3:29    |
| 19. | „Błękitna Tarantella”          | trad.                           | 2:37    |
| 20. | „Funiculi, Funicula”           | L. Danza – G. Turco, J. Gillowa | 3:25    |
| 21. | „Tiritomba”                    | trad. – J. Gillowa              | 3:03    |
| 21. | „Sekret”                       | T. Kozłowski – M. Łebkowski     | 2:33    |